# Hāvar
Hāvar (persiska: هاور) är en ort i Iran.   Den ligger i provinsen Nordkhorasan, i den nordöstra delen av landet, 500 km öster om huvudstaden Teheran. Hāvar ligger 1 411 meter över havet och antalet invånare är 228.
Terrängen runt Hāvar är bergig söderut, men norrut är den kuperad. Runt Hāvar är det ganska glesbefolkat, med 27 invånare per kvadratkilometer. Närmaste större samhälle är Āshkhāneh, 18,3 km nordost om Hāvar. Omgivningarna runt Hāvar är i huvudsak ett öppet busklandskap.